# Hayley Warner
 (février 2010).
Si vous disposez d'ouvrages ou d'articles de référence ou si vous connaissez des sites web de qualité traitant du thème abordé ici, merci de compléter l'article en donnant les références utiles à sa vérifiabilité et en les liant à la section « Notes et références ».
Hayley Warner (23 janvier 1992 à Sydney en Australie - ) a été finaliste de la septième saison de Australian Idol.
Elle est maintenant la chanteuse du groupe Bleached Academy.

## Single
- Good day (2010)